# Tadhg na Mainistreach mac Domhnaill Óig
Tadhg na Mainistreach mac Domhnaill Óig Mac Carthaigh Mór  (mort en 1428) membre de la famille Mac Carthaigh Mór prince de Desmond de 1391 à sa mort.

## Origine
Tadhg na Mainistreach  dont le surnom signifie « du Monastère » par référence au lieu de sa sépulture est le fils et successeur de Domhnall Óg mac Cormaic Mac Carthaigh Mór (1359–1391) le précédant souverain.

## Règne
Tadhg na Mainistreach Mac Carthaigh est présent parmi les rois et les princes  irlandais qui font leur soumission en mars 1395 à  Richard II d'Angleterre lors de son expédition en Irlande,. le titre de Roi de Desmond ne fut plus ensuite que rarement utilisé par les derniers membres de la dynastie, qui lui préférèrent celui de Mac Carthaigh Mór, Prince de Desmond
Selon les Annales d'Inisfallen Tadhg Mac Carthaigh lorsqu'il meurt après un règne de 38 ans, avait la réputation d'être le « plus grand buveur de vin d'Irlande » , mais en étant toujours le « digne fils de son père ». Après son décès au Château de Ballycarbery (en), Tadhg est inhumé dans le monastère voisin alors que son épouse Sebán décédée à  Caislén Mac nAeducáin fut inhumé à  Tralee. Il eut comme successeur son fils aîné Domhnall an Duna Mac Carthaigh Mór, mais son fils cadet Cormac de Dunguile est désormais fréquemment considéré comme l'ancêtre du Sliocht Cormaic de Dunguile (en), la lignée aînée et peut-être actuellement l'unique survivante de la dynastie des MacCarthy Mór.

## Union et postérité
Il avait épousé  Sebán, une fille de « Garret le comte »  vraisemblablement  Siobhán c'est-à-dire Jeanne (anglais: Joan,) une fille de Gerald FitzGerald 3e comte de Desmond.
- Domhnall an Dána mac Taidhg roi de Desmond de 1428 à 1469
- Cormac de Dunguile fl. 1449 , tánaiste mort en 1473 [9]
- Diarmaid mort en 1449

## Sources
- Anthony Stokvis, préf. H. F. Wijnman, Manuel d'histoire, de généalogie et de chronologie de tous les états du globe, depuis les temps les plus reculés jusqu'à nos jours, Leyde, éditions Brill, 1889 réédition 1966, Volume II  Chapitre  II.Monomie [Munha, Munster], § 3 Des-Munha [Desmond] p. 259 :  Généalogie des rois de Desmond . Tableau généalogique Tableau n° 24 p. 263.
- Mac Carthaigh's Book, Florence MacCarthy, ed. & tr. Séamus Ó hInnse (1947). Miscellaneous Irish Annals (A.D. 1114–1437). DIAS. available from CELT.

Modernes
- Peter Berresford Ellis, Erin's Blood Royal: The Gaelic Noble Dynasties of Ireland. Palgrave. Revised edition, 2002.
- McCarthy, Samuel Trant, The MacCarthys of Munster. 1922.
- Ó Murchadha, Diarmuid, Family Names of County Cork. Cork: The Collins Press. 2nd edition, 1996.
- (en) T.W Moody, F.X. Martin et F.J. Byrne, A New History of Ireland IX Maps, Genealogies, Lists. A companion to Irish History part II, Oxford, Oxford University Press, 2011, 690 p. (ISBN 978-0-19-959306-4).